# Euphorbia schimperi
Euphorbia schimperi är en törelväxtart som beskrevs av Karel Presl. Euphorbia schimperi ingår i släktet törlar, och familjen törelväxter. Inga underarter finns listade i Catalogue of Life.

## Bildgalleri

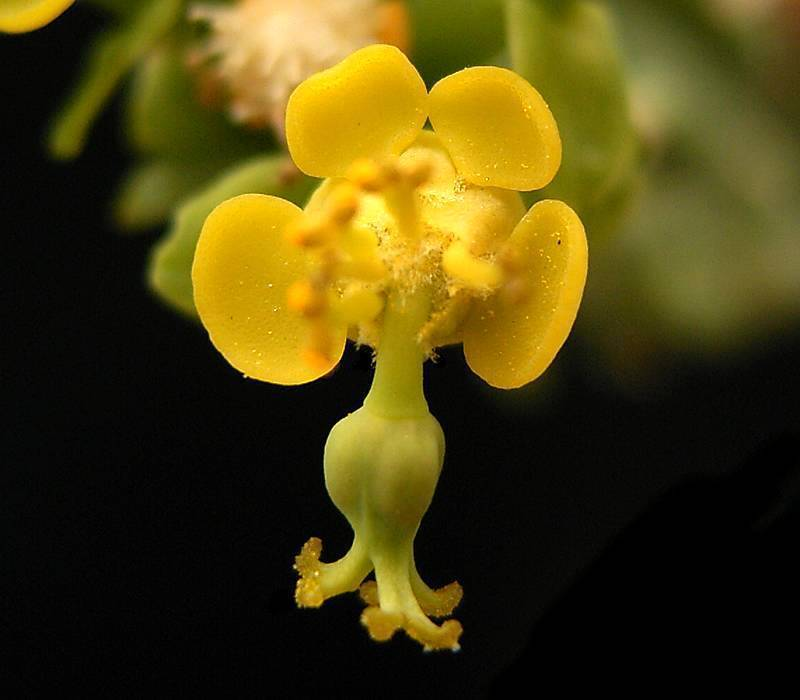
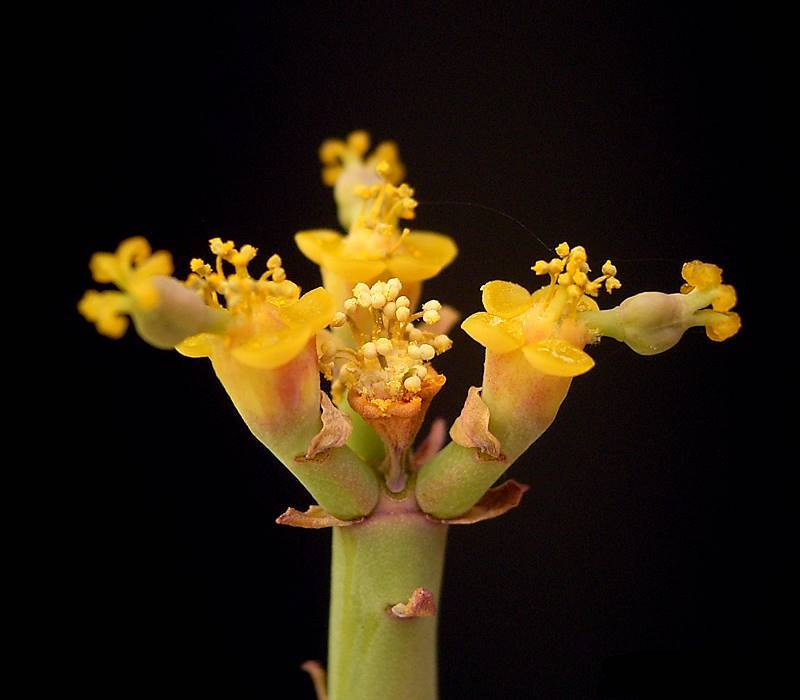
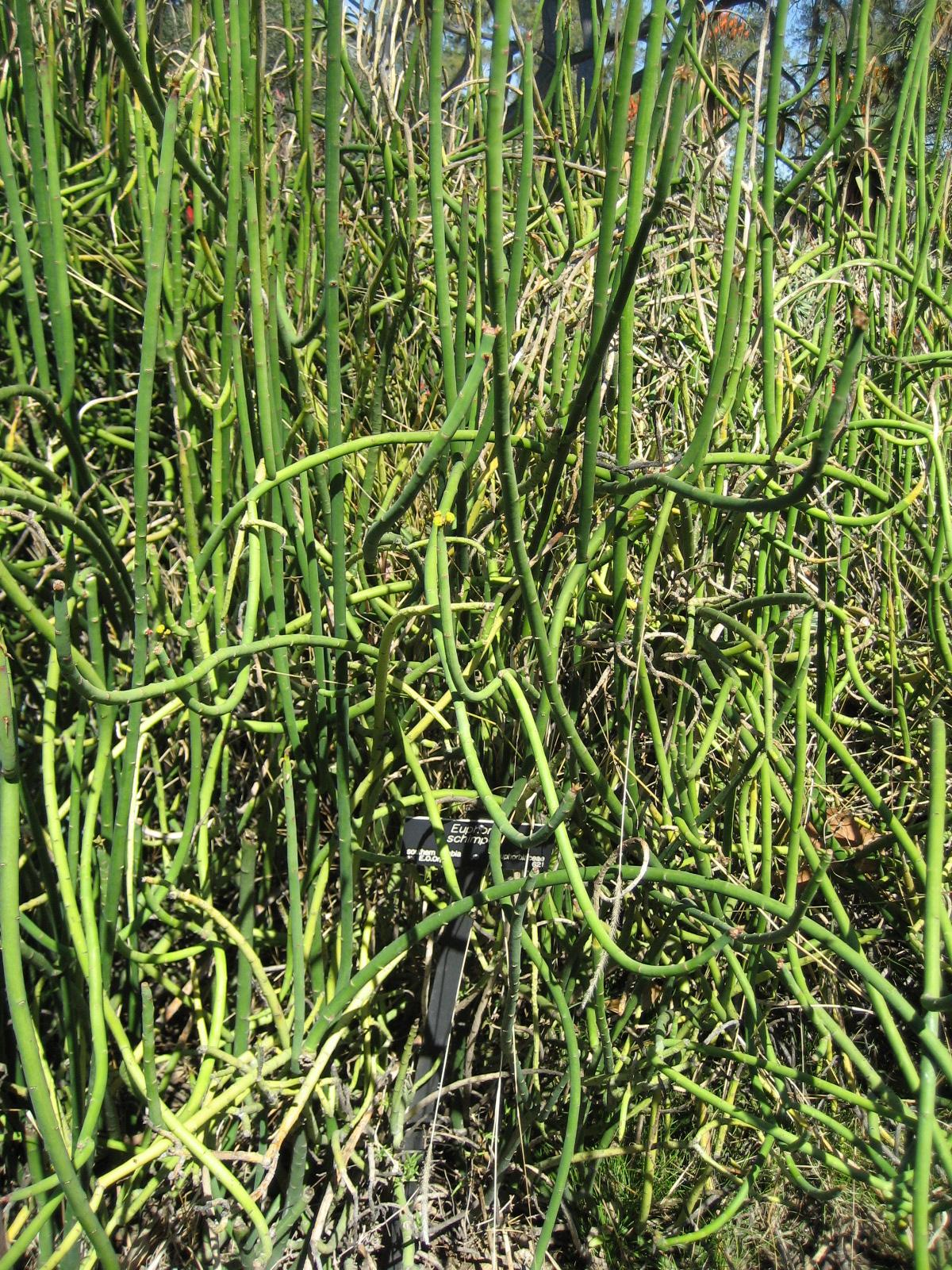
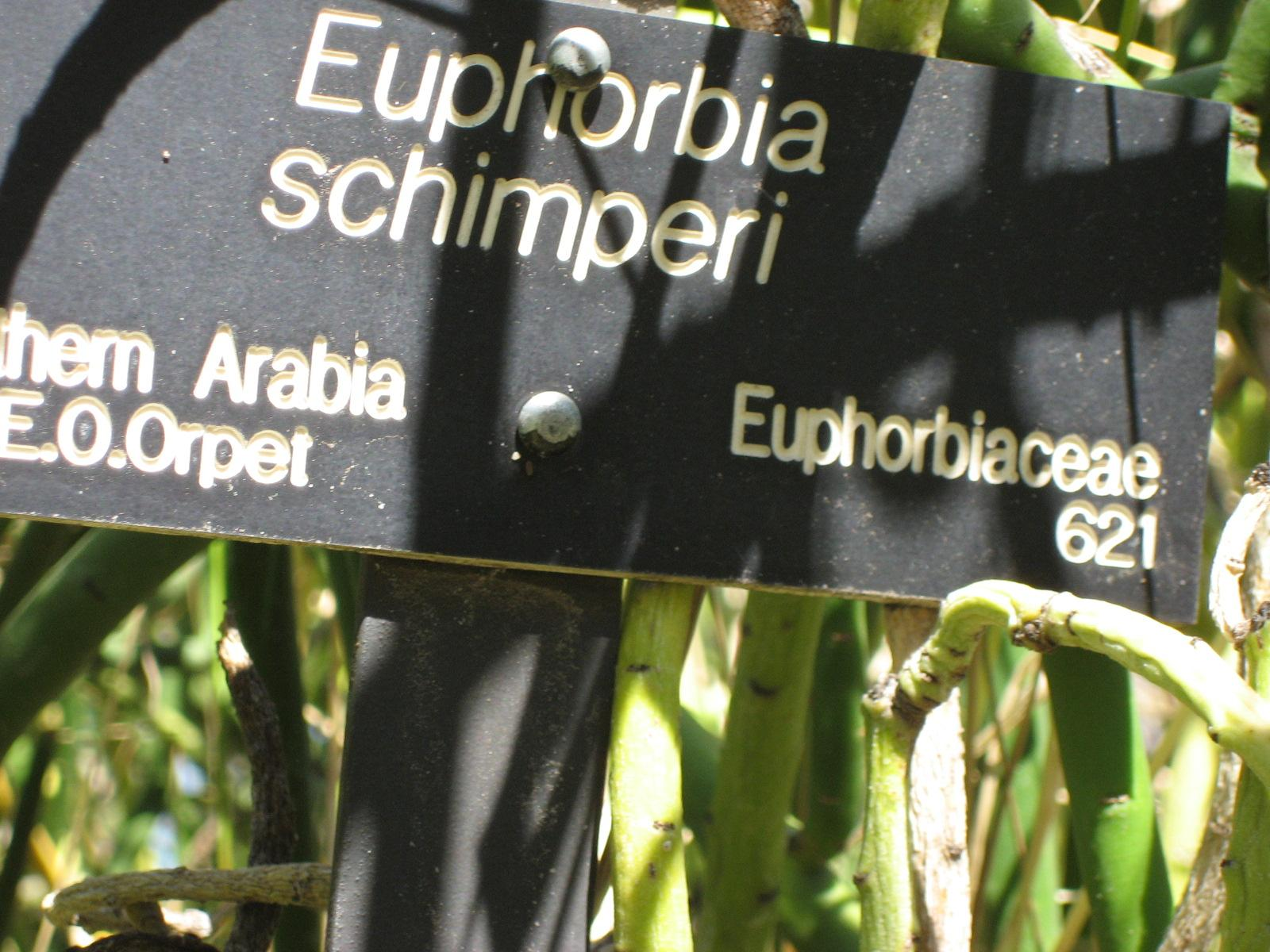